# Gai-Jin
Gai-Jin – ostatnia powieść napisana przez Jamesa Clavella. Wydana po raz pierwszy w 1993 roku. Jest to trzecia (według chronologii w powieści, a nie kolejności pisania) książka Clavella z serii "Saga Azji".
Książka opowiada o przygodach Malcolma Struana, następcy Tai-Pana Noble House w Japonii w 1862 roku. Jak niemal każda książka Clavella - osadzona jest ona starannie w realiach historycznych, a postaci mają swoje rzeczywiste pierwowzory. Podstawą kanwy powieści było wydarzenie z dnia 14 września 1862 r. znane jako Incydent w Namamugi.